# Баварско провинциално канцлерство

Баварската държавна канцелария (на немски: Bayerische Staatskanzlei) е седалището на държавното правителството на Свободна държава Бавария (Bayerische Staatsregierung) в пределите на Федерална република Германия. Канцеларията е едновременно седалище на – министър-председателя (Ministerpräsident) на Бавария.
То включва администрацията на канцлера на провинцията, която му съдейства при координирането на работата на правителството.
Сградата на канцлерството се намира в центъра на Мюнхен. Изградена е през 1989 – 1993 година около по-старата централна част, която дотогава е Музей на баварската армия.
- Канцлерството в Мюнхен
- Снимка на държавното канцлерство от птичи поглед с дворцовата градина (Хофгартен), долу в дясно Мюнхенската резиденция
- „Аркадата на славата“, 2012 г.
- Заседателната зала на кабинета